# Condado de Porter
El condado de Porter (en inglés: Porter County) es un condado en el estado estadounidense de Indiana. En el censo de 2000 el condado tenía una población de 146 798 habitantes. Forma parte del área metropolitana de Chicago. La sede de condado es Valparaiso. El condado fue constituido en 1836 a partir de una porción del condado de LaPorte. Fue nombrado en honor a David Porter, un oficial naval durante las Guerras Berberiscas y la Guerra anglo-estadounidense de 1812.

## Geografía

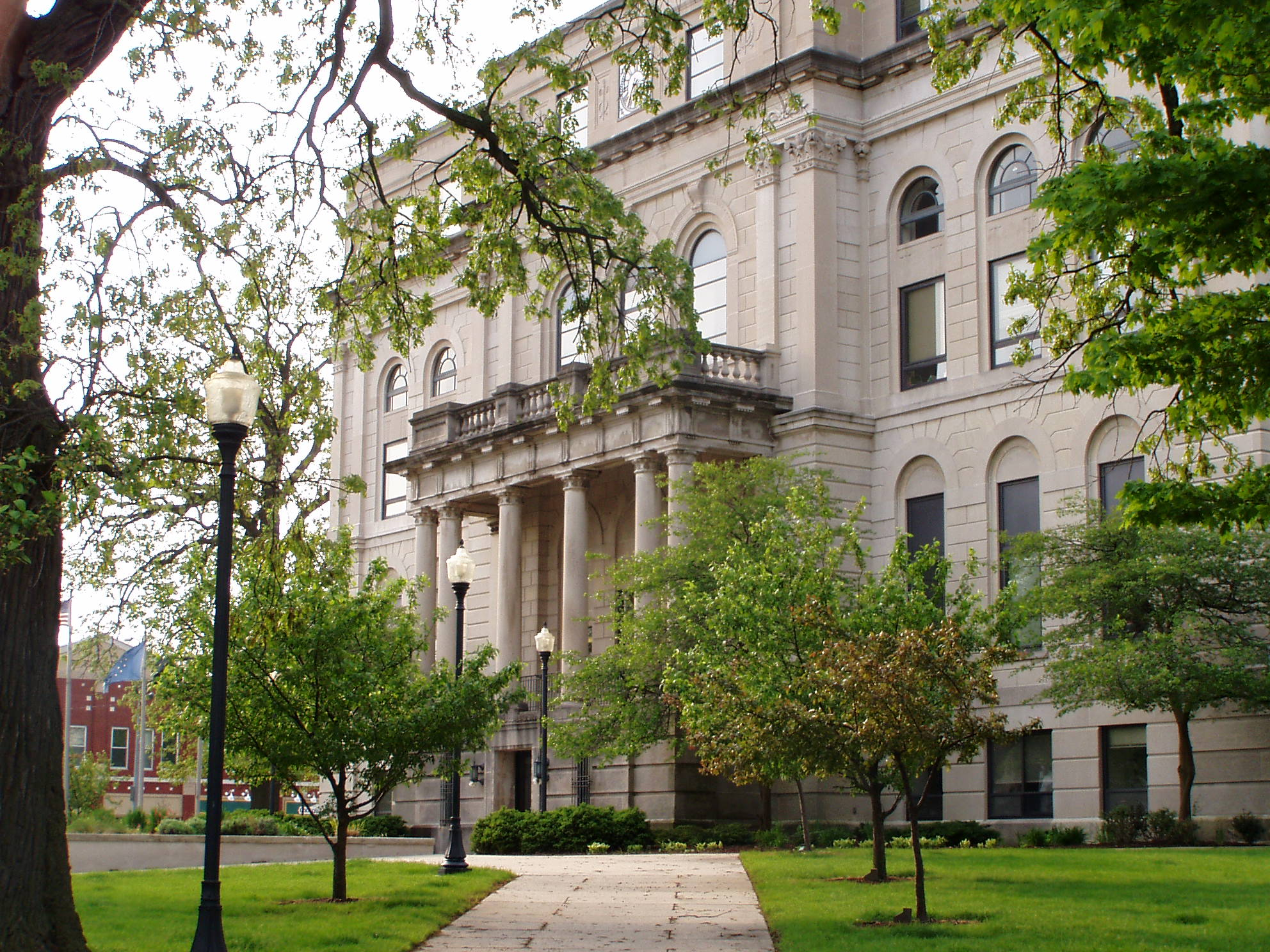
Juzgado del condado de Porter en Valparaiso.

Según la Oficina del Censo, el condado tiene un área total de 1351 km² (522 sq mi), de la cual 1083 km² (418 sq mi) es tierra y 268 km² (104 sq mi) (19,84%) es agua.

### Condados adyacentes
- Condado de Berrien, Míchigan (noreste)
- Condado de LaPorte (este)
- Condado de Starke (sureste)
- Condado de Jasper (sur)
- Condado de Lake (oeste)

## Autopistas importantes
- Interestatal 80
- Interestatal 90
- Interestatal 94
- U.S. Route 6
- U.S. Route 12
- U.S. Route 20
- U.S. Route 30
- Carretera Estatal de Indiana 2
- Carretera Estatal de Indiana 8
- Carretera Estatal de Indiana 49
- Carretera Estatal de Indiana 130
- Carretera Estatal de Indiana 149
- Carretera Estatal de Indiana 249
- Carretera Estatal de Indiana 520

## Demografía
En el  censo de 2000 hubo 146 798 personas, 54 649 hogares y 39 729 familias residiendo en el condado. La densidad poblacional era de 351 personas por milla cuadrada (136/km²). En el 2000 había 57 616 unidades habitacionales en una densidad de 138 por milla cuadrada (53/km²). La demografía del condado era de 95,33% blancos, 0,92% afroamericanos, 0,22% amerindios, 0,91% asiáticos, 0,03% isleños del Pacífico, 1,26% de otras razas y 1,32% de dos o más razas. El 4,82% de la población era de origen hispano o latino de cualquier raza. 
La renta promedio para un hogar del condado era de $53 100 y el ingreso promedio para una familia era de $61 880. En 2000 los hombres tenían un ingreso medio de $50 167 y $26 347 las mujeres. La renta per cápita para el condado era de $23 957 y el 5,90% de la población estaba bajo el umbral de pobreza nacional.

## Ciudades y pueblos
| - Beverly Shores - Boone Grove - Burns Harbor | - Chesterton - Dune Acres - Hebron | - Kouts - Lakes of the Four Seasons - Ogden Dunes | - Portage - Porter - South Haven | - Town of Pines - Valparaiso |